# 寺田すず
寺田すず（てらだ すず、2008年3月22日 - ）は、エイトワン所属のアイドルである。ハープスターの元メンバーであり、2023年4月1日に卒業、同年6月6日に事務所を退所した。元フリーター。2024年3月24日に新たなグループにて、再デビュー予定。5月6日にニコルポップとしてSELENE b2にてデビューライブ開催。大阪府枚方市生まれの滋賀県出身。